# Податок на майно
Податок на майно (англ. wealth tax) — прямий податок, що встановлюється на майно організацій або приватних осіб.

## Історія
Податок на майно був відомий вже в Римській імперії. В Європі він до пізнього середньовіччя був однією з головних форм оподаткування. Йому піддавалася власність на земельних ділянках і грошова власність.

## В Україні
В Україні, податок на майно є місцевим податком, тобто кошти, зібрані від цього податку, формують дохідну частину місцевих бюджетів.
Згідно Податкового Кодексу України, податок на майно має три складові:
1. Податок на нерухоме майно, відмінне від земельної ділянки
2. Транспортний податок
3. Плата за землю

## У Франції
У Франції податок на майно (фр. impôt sur la fortune) в сучасній формі існує з 1982 року. Податок зараз стягується з майна на понад 1.300.000 євро з прогресивною ставкою від 0,5 % (на перші 800.000 євро) до 1,5 %.

## У Німеччині
Податок на майно (нім. Vermögensteuer) в Німеччині залежав від величини майна (нетто, тобто вираховувалася заборгованість), яким володів платник податків у визначений день. Метод оцінки майна в 1995 р. був визнаний невідповідним конституції і тому податок у 1997 р. був скасований.